# Funkcja dzeta Riemanna

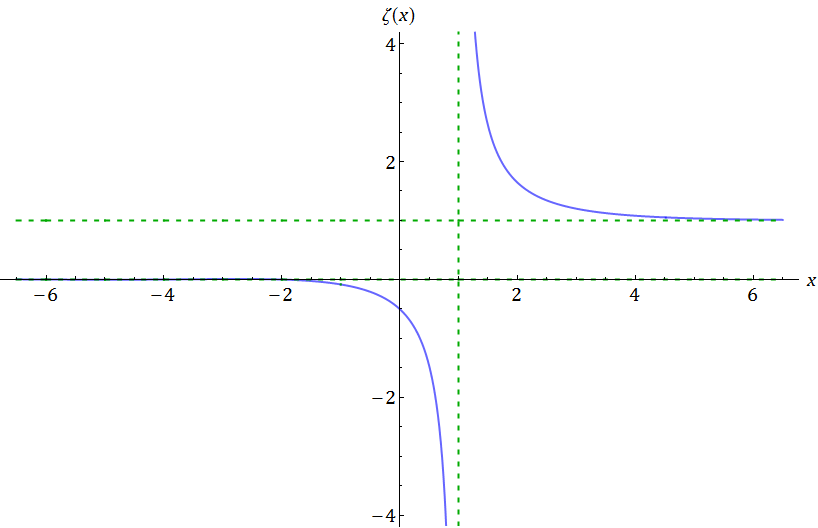
Kartezjański wykres funkcji w dziedzinie liczb rzeczywistych. Zawiera on trzy asymptoty – dwie poziome i jedną pionową

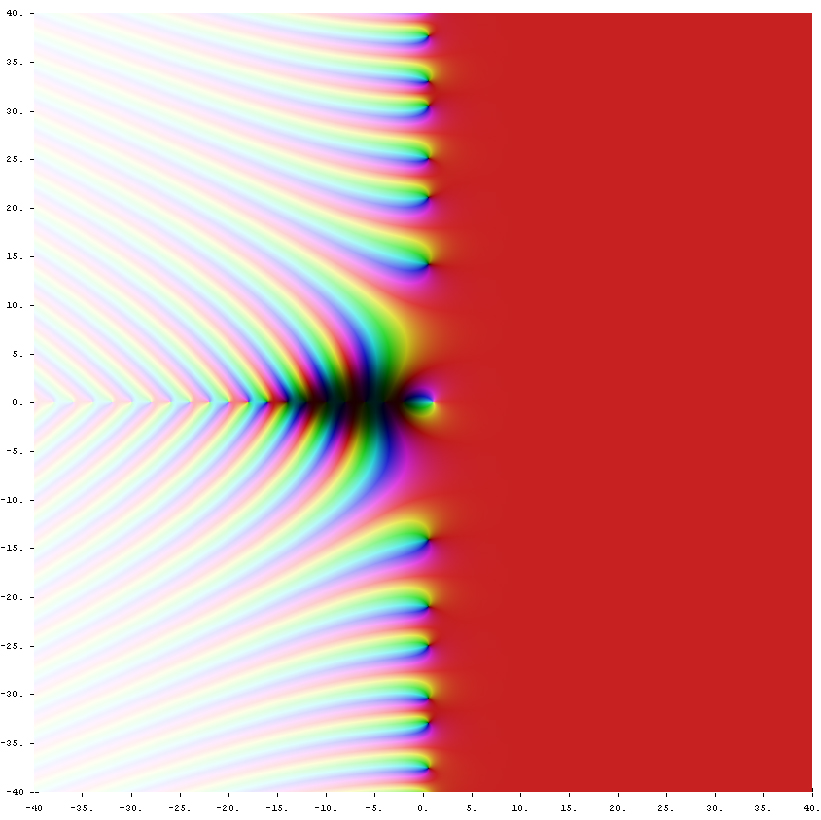
Wykres funkcji w dziedzinie liczb zespolonych. Jest oparty na technice kolorowania dziedziny

Funkcja dzeta Riemanna, inaczej funkcja zeta Riemanna, funkcja {\displaystyle \zeta } – funkcja zespolona zmiennej zespolonej definiowana metodami analizy matematycznej, konkretniej:
- dla dowolnej liczby zespolonej o części rzeczywistej wyższej niż jeden funkcję dzeta definiuje szereg[1]:

{\displaystyle \Re (s)>1\Rightarrow \zeta (s)=\sum _{n=1}^{\infty }{\frac {1}{n^{s}}};}
- dla pozostałych liczb zespolonych funkcja dzeta to przedłużenie analityczne powyższego szeregu.

Funkcja ta jest zaliczana do funkcji specjalnych.
Funkcję dzeta rozumianą wąsko – jako funkcję zmiennej rzeczywistej – po raz pierwszy zdefiniował Leonhard Euler w XVIII wieku. Funkcję dzeta we współczesnym sensie, podanym wyżej, jako pierwszy opisał Bernhard Riemann w artykule z 1859 roku: O liczbie liczb pierwszych mniejszych od zadanej wielkości (niem. Über die Anzahl der Primzahlen unter einer gegebenen Grösse), w którym także:
- udowodnił meromorficzność tej funkcji;
- przedstawił i udowodnił równanie funkcyjne opisujące tę funkcję na całej płaszczyźnie zespolonej;
- wykazał zależność między rozmieszczeniem jej miejsc zerowych a liczbą liczb pierwszych;
- wysunął hipotezę Riemanna, określaną jako najważniejszy problem otwarty matematyki[3].

Funkcję dzeta stosuje m.in. analityczna teoria liczb.

## Postacie funkcji

### Dla zmiennej o części rzeczywistej większej niż 1
Funkcja {\displaystyle \zeta } jest pierwotnie definiowana za pomocą szeregu. W swojej pracy Riemann udowodnił także postać
{\displaystyle \zeta (s)={\frac {1}{\Gamma (s)}}\int _{0}^{\infty }{\frac {x^{s-1}}{e^{x}-1}}dx}
dla {\displaystyle \Re (s)>1,} wykorzystując przy tym odwrotność funkcji gamma.
W perspektywie teorii liczb, zdecydowanie największą rolę odgrywa iloczyn Eulera funkcji zeta, będący postaci
{\displaystyle \zeta (s)=\prod _{p}\left(1-{\frac {1}{p^{s}}}\right)^{-1},}
gdzie {\textstyle \prod _{p}} oznacza iloczyn po wszystkich liczbach pierwszych.
Przedstawienie funkcji {\displaystyle \zeta } dla {\displaystyle \Re (s)>1} to również:
{\displaystyle \zeta (s)={\frac {s}{s-1}}-s\int _{1}^{\infty }{\frac {\{u\}}{u^{s+1}}}du,}
gdzie {\displaystyle \{x\}} oznacza część ułamkową. Postać tę można odczytać ze wzoru sumacyjnego Eulera.

### Na całej płaszczyźnie zespolonej
{\displaystyle \zeta (s)={\frac {1}{1-2^{1-s}}}\sum _{n=0}^{\infty }{\frac {1}{2^{n+1}}}\sum _{k=0}^{n}(-1)^{k}{\binom {n}{k}}(k+1)^{-s}.}

## Równanie funkcyjne
Równaniem udowodnionym przez Riemanna, które opisuje zachowanie funkcji {\displaystyle \zeta }
{\displaystyle \zeta (s)=2^{s}\pi ^{s-1}\sin \left({\frac {\pi s}{2}}\right)\Gamma (1-s)\zeta (1-s)}
dla dowolnej liczby zespolonej {\displaystyle s,} gdzie {\displaystyle \Gamma } to funkcja gamma. Równanie to wiąże wartości funkcji dla zmiennych zespolonych {\displaystyle s} i {\displaystyle 1-s,} symetrycznych wobec siebie względem prostej krytycznej {\textstyle \Re (s)={\frac {1}{2}}.} Z równania tego można również odczytać, że trywialnymi miejscami zerowymi funkcji {\displaystyle \zeta } są {\displaystyle -2k=-2,-4,-6,\dots } (ponieważ wtedy wartości {\displaystyle 2^{s}\pi ^{s-1},} funkcji {\displaystyle \Gamma (1-s)} i {\displaystyle \zeta (1-s)} są skończone, a {\textstyle \sin \left({\frac {-2k\pi }{2}}\right)=\sin(-k\pi )=0}). Jednocześnie, jeśli {\displaystyle s=2k} (jest dodatnią liczbą parzystą), to {\displaystyle \zeta (s)\neq 0,} ponieważ w tych miejscach występują bieguny funkcji {\displaystyle \Gamma (1-s).} Ponadto, jeśli {\displaystyle s_{0}} jest nietrywialnym miejscem zerowym {\displaystyle \zeta } {\displaystyle (0<\Re (s_{0})<1),} to jest nim również {\displaystyle 1-s_{0}.} Jeśli {\displaystyle s_{0}} nie leży na prostej krytycznej, to są to dwie różne wartości, dlatego nietrywialne miejsca zerowa poza prostą krytyczną muszą występować w parach.
Przedstawimy poniżej trzy dowody prawdziwości równania funkcyjnego wg Titchmarsha (spośród aż siedmiu przedstawionych).
Dowód 1. W pierwszym dowodzie wyprowadzamy, a następnie korzystamy z postaci funkcji {\displaystyle \zeta } wykorzystującej całkę z funkcji {\displaystyle \{u\}u^{-s-1}.}
Wzór sumacyjny Eulera mówi, że dla dowolnej funkcji {\displaystyle f} o ciągłej pochodnej zachodzi
{\displaystyle \sum _{y<n\leqslant x}f(n)=\int _{y}^{x}f(u)du+\int _{y}^{x}\{u\}f'(u)du-\{x\}f(x)+\{y\}f(y).}
Biorąc {\displaystyle f(n)=n^{-s},} otrzymamy
{\displaystyle \sum _{1\leqslant n\leqslant x}{\frac {1}{n^{s}}}=\int _{1}^{x}{\frac {du}{u^{s}}}-s\int _{1}^{x}{\frac {\{u\}}{u^{s+1}}}du-{\frac {\{x\}}{x^{s}}}+1.}
Aby z lewej strony równania otrzymać funkcję Riemanna, chcemy aby {\displaystyle x\to \infty .} Widzimy, że
{\displaystyle \int _{1}^{x}{\frac {du}{u^{s}}}={\frac {1-x^{1-s}}{s-1}}={\frac {1}{s-1}}-{\frac {1}{x^{s-1}(s-1)}}={\frac {1}{s-1}}.}
Stąd
{\displaystyle \zeta (s)=1+{\frac {1}{s-1}}-s\int _{1}^{\infty }{\frac {\{u\}}{u^{s+1}}}du={\frac {s}{s-1}}-s\int _{1}^{\infty }{\frac {\{u\}}{u^{s+1}}}du}
dla {\displaystyle \Re (s)>1.}
Teraz skorzystajmy z szeregu Fouriera zbieżnego do części ułamkowej. Mamy
{\displaystyle \{x\}=-{\frac {1}{2}}+\sum _{n=1}^{\infty }{\frac {\sin(2n\pi x)}{n\pi }}}
dla {\displaystyle x} niecałkowitych. Podstawiając pod całkę, otrzymamy
{\displaystyle \zeta (s)={\frac {s}{\pi }}\sum _{n=1}^{\infty }{\frac {1}{n}}\int _{0}^{\infty }{\frac {\sin(2n\pi u)}{u^{s+1}}}du={\frac {s}{\pi }}\sum _{n=1}^{\infty }{\frac {(2n\pi )^{s}}{n}}\int _{0}^{\infty }{\frac {\sin u}{u^{s+1}}}du={\frac {s}{\pi }}(2\pi )^{s}(-\Gamma (-s))\sin \left({\frac {\pi s}{2}}\right)\zeta (1-s).}
Upraszczając i korzystając z {\displaystyle \Gamma (-s)=-s\Gamma (1-s),} otrzymamy równanie.
Dowód 2. Dowód ten przeprowadzany jest ze szczególnym uwzględnieniem narzędzi analizy zespolonej.
Zacznijmy od udowodnienia szczególnej postaci funkcji {\displaystyle \zeta } (przedstawionej wcześniej w artykule). Całkując przez podstawienie, pokazujemy, że
{\displaystyle \int _{0}^{\infty }x^{s-1}e^{-nx}dx={\frac {1}{n^{s}}}\int _{0}^{\infty }u^{s-1}e^{-u}du={\frac {\Gamma (s)}{n^{s}}},}
więc dla {\displaystyle \Re (s)>1} mamy
{\displaystyle \Gamma (s)\zeta (s)=\sum _{n=1}^{\infty }{\frac {\Gamma (s)}{n^{s}}}=\sum _{n=1}^{\infty }\int _{0}^{\infty }x^{s-1}e^{-nx}dx=\int _{0}^{\infty }x^{s-1}\sum _{n=1}^{\infty }e^{-nx}dx=\int _{0}^{\infty }{\frac {x^{s-1}}{e^{x}-1}}dx}
gdzie przy trzeciej równości skorzystaliśmy z twierdzenia o całkowaniu wyraz po wyrazie, ponieważ występujący szereg funkcyjny jest jednostajnie zbieżny, a ostatnia równość zachodzi, ponieważ występujący tam szereg jest zwykłym szeregiem geometrycznym.

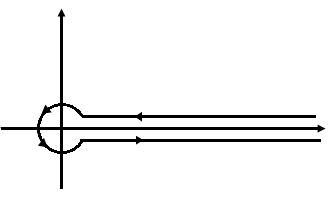
kontur Hankela

Rozważmy całkę
{\displaystyle I(s)=\int _{C}{\frac {z^{s-1}}{e^{z}-1}}dz,}
gdzie {\displaystyle C} oznacza kontur Hankela (krzywą składającą się z prostej {\displaystyle \epsilon >0} od {\displaystyle +\infty } do {\displaystyle \rho } {\displaystyle (0<\rho <2\pi ),} fragmentu dodatnio określonego (przeciwnie do ruchu wskazówek zegara) okręgu {\displaystyle |z|=\rho } okrążając 0 i prostej {\displaystyle -\epsilon } od {\displaystyle \rho } do {\displaystyle +\infty }). Przyjęliśmy tutaj
{\displaystyle z^{s-1}=e^{(s-1)\log s},}
gdzie logarytm jest rzeczywisty na początku konturu. Na zadanym okręgu mamy
{\displaystyle |z^{s-1}|=e^{(\Re (s)-1)\log |z|-\Im (s)\arg(z)}\leqslant |z|^{\Re (s)-1}e^{2\pi |\Im (s)|}}
i
{\displaystyle |e^{z}-1|>A|z|}
dla pewnej stałej {\displaystyle A>0,} więc
{\displaystyle {\frac {1}{A|z^{2-s}|}}>\left|{\frac {z^{s-1}}{e^{z}-1}}\right|.}
Stąd, jeśli {\displaystyle \Re (s)>1,} to przy {\displaystyle \rho \to 0} wartość powyższej całki na części okręgu {\displaystyle |z|=\rho } dąży do 0. Dlatego, zakładając dalej {\displaystyle \rho \to 0,} mamy
{\displaystyle I(s)=-\int _{0}^{\infty }{\frac {x^{s-1}}{e^{x}-1}}dx+\int _{0}^{\infty }{\frac {(xe^{2\pi i})^{s-1}}{e^{x}-1}}dx=(e^{2\pi is}-1)\Gamma (s)\zeta (s)={\frac {2\pi ie^{\pi is}}{\Gamma (1-s)}}\zeta (s).}
Dlatego
{\displaystyle \zeta (s)={\frac {e^{-\pi is}\Gamma (1-s)}{2\pi i}}I(s)}
dla {\displaystyle \Re (s)>1.} Jednakże całka {\displaystyle I(s)} zbiega jednostajnie na każdym skończonym obszarze płaszczyzny zespolonej. W ten sposób przedłużymy analitycznie funkcję Riemanna.
Niech {\displaystyle C_{n}} będzie konturem równym {\displaystyle \epsilon >0} od {\displaystyle +\infty } do {\displaystyle (2n+1)\pi ,} następnie dodatnio określonym fragmentem kwadratu {\displaystyle (\pm 1\pm i)(2n+1)\pi ,} a potem {\displaystyle -\epsilon } od {\displaystyle (2n+1)\pi } do {\displaystyle +\infty .} Całkowana funkcja ma pomiędzy konturami {\displaystyle C} a {\displaystyle C_{n}} bieguny w punktach {\displaystyle \pm 2\pi i,\dots ,n2\pi i.} Residua w punktach {\displaystyle -m2\pi i} i {\displaystyle m2\pi i} to w sumie
{\displaystyle (2m\pi e^{{\frac {1}{2}}\pi i})^{s-1}+(2m\pi e^{{\frac {3}{2}}\pi i})^{s-1}=(2m\pi )^{s-1}e^{\pi i(s-1)}2\cos \left({\frac {\pi (s-1)}{2}}\right)=-2(2m\pi )^{s-1}e^{\pi is}\sin \left({\frac {\pi s}{2}}\right).}
Dlatego z twierdzenia o residuach, mamy
{\displaystyle I(s)=\int _{C_{n}}{\frac {z^{s-1}}{e^{z}-1}}dz+4\pi ie^{\pi is}\sin \left({\frac {\pi s}{2}}\right)\sum _{m=1}^{n}(2m\pi )^{s-1}.}
Biorąc {\displaystyle n\to \infty } i wiedząc, że funkcja {\displaystyle (e^{z}-1)^{-1}} jest ograniczona oraz {\displaystyle |z^{s-1}|=O(z^{\Re (z)-1})} wnioskujemy, że całka po konturze {\displaystyle C_{n}} dąży do 0. Dlatego
{\displaystyle I(s)=4\pi ie^{\pi is}\sin \left({\frac {\pi s}{2}}\right)\sum _{m=1}^{\infty }(2m\pi )^{s-1}=4\pi ie^{\pi is}\sin \left({\frac {\pi s}{2}}\right)(2\pi )^{s-1}\zeta (1-s).}
Upraszczając, otrzymamy równanie funkcyjne.
Dowód 3.
Jeśli {\displaystyle \Re (s)>0,} to, całkując przez podstawienie,
{\displaystyle \int _{0}^{\infty }x^{{\frac {1}{2}}s-1}e^{-n^{2}\pi x}dx={\frac {\Gamma ({\frac {s}{2}})}{n^{s}\pi ^{\frac {s}{2}}}}.}
Stąd, dla {\displaystyle \Re (s)>1} zachodzi
{\displaystyle \zeta (s){\frac {\Gamma ({\frac {s}{2}})}{\pi ^{\frac {s}{2}}}}=\sum _{n=1}^{\infty }{\frac {\Gamma ({\frac {s}{2}})}{n^{s}\pi ^{\frac {s}{2}}}}=\sum _{n=1}^{\infty }\int _{0}^{\infty }x^{{\frac {1}{2}}s-1}e^{-n^{2}\pi x}dx=\int _{0}^{\infty }x^{{\frac {1}{2}}s-1}\sum _{n=1}^{\infty }e^{-n^{2}\pi x}dx,}
gdzie, podobnie jak w poprzednim dowodzie, w ostatniej równości skorzystaliśmy z twierdzenia o całkowaniu wyraz po wyrazie, ponieważ występujący szereg funkcyjny jest jednostajnie zbieżny (stąd silniejsze założenie o części rzeczywistej {\displaystyle s}). Oznaczmy
{\displaystyle \psi (x)=\sum _{n=1}^{\infty }e^{-n^{2}\pi x}.}
Wówczas
{\displaystyle \zeta (s)={\frac {\pi ^{\frac {s}{2}}}{\Gamma ({\frac {s}{2}})}}\int _{0}^{\infty }x^{{\frac {1}{2}}s-1}\psi (x)dx.}
Korzystając ze wzoru sumacyjnego Poissona, otrzymamy
{\displaystyle \sum _{n=-\infty }^{\infty }e^{-n^{2}\pi x}={\frac {1}{\sqrt {x}}}\sum _{n=-\infty }^{\infty }e^{\frac {-n^{2}\pi }{x}},}
a stąd
{\displaystyle 2\psi (x)+1={\frac {1}{\sqrt {x}}}\left(2\psi \left({\frac {1}{x}}\right)+1\right).}
Dlatego
{\displaystyle \pi ^{-{\frac {s}{2}}}\Gamma \left({\frac {s}{2}}\right)\zeta (s)=\int _{0}^{1}x^{{\frac {s}{2}}-1}\psi (x)dx+\int _{1}^{\infty }x^{{\frac {s}{2}}-1}\psi (x)dx.}
Powyższe wyrażenie jest równe
{\displaystyle \int _{0}^{1}x^{{\frac {s}{2}}-1}\left({\frac {1}{\sqrt {x}}}\psi \left({\frac {1}{x}}\right)+{\frac {1}{2{\sqrt {x}}}}-{\frac {1}{2}}\right)dx+\int _{1}^{\infty }x^{{\frac {s}{2}}-1}\psi (x)dx,}
co z kolei równa się
{\displaystyle {\frac {1}{s-1}}-{\frac {1}{s}}+\int _{0}^{1}x^{{\frac {s}{2}}-{\frac {3}{2}}}\psi \left({\frac {1}{x}}\right)dx+\int _{1}^{\infty }x^{{\frac {s}{2}}-1}\psi (x)dx.}
Zatem
{\displaystyle \pi ^{-{\frac {s}{2}}}\Gamma \left({\frac {s}{2}}\right)\zeta (s)={\frac {1}{s(s-1)}}+\int _{1}^{\infty }\left(x^{-{\frac {s}{2}}-{\frac {1}{2}}}+x^{{\frac {s}{2}}+1}\right)\psi (x)dx,}
gdzie całka jest zbieżna dla wszystkich {\displaystyle s} zespolonych, więc wyrażenie po lewej można przedłużyć analitycznie. Ponadto, prawa strona nie zmienia wartości po zastąpieniu {\displaystyle s} przez {\displaystyle 1-s.} Dlatego
{\displaystyle \pi ^{-{\frac {s}{2}}}\Gamma \left({\frac {s}{2}}\right)\zeta (s)=\pi ^{-{\frac {1-s}{2}}}\Gamma \left({\frac {1-s}{2}}\right)\zeta (1-s).}
Po uproszczeniu otrzymamy równanie funkcyjne.

## Wzory związane z funkcją zeta
Na półpłaszczyźnie {\displaystyle \Re (s)>1} funkcja Riemanna jest wyrażona przez iloczyn Eulera
{\displaystyle \zeta (s)=\prod _{p}\left(1-{\frac {1}{p}}\right)^{-1},}
gdzie {\textstyle \prod _{p}} oznacza iloczyn po wszystkich liczbach pierwszych.
Ponadto, dla {\displaystyle \Re (s)>1} prawdziwe są tożsamości
{\displaystyle {\frac {1}{\zeta (s)}}=\prod _{p}\left(1-{\frac {1}{p^{s}}}\right)=\sum _{n=1}^{\infty }{\frac {\mu (n)}{n^{s}}}}
oraz
{\displaystyle {\frac {\zeta (s)}{\zeta (2s)}}=\prod _{p}\left(1+{\frac {1}{p^{s}}}\right)=\sum _{n=1}^{\infty }{\frac {|\mu (n)|}{n^{s}}}}
gdzie {\displaystyle \mu } to funkcja Möbiusa,
{\displaystyle {\frac {\zeta (2s)}{\zeta (s)}}=\prod _{p}\left(1+{\frac {1}{p^{s}}}\right)^{-1}=\sum _{n=1}^{\infty }{\frac {\lambda (n)}{n^{s}}},}
gdzie {\displaystyle \lambda } to funkcja Liouville’a,
Wszystkie powyższe iloczyny można otrzymać przez zwykłe przekształcenia algebraiczne na produkcie Eulera funkcji {\displaystyle \zeta ,} a szeregi po prawej – przez wymnażanie czynników.
Prawdziwe są również wzory
{\displaystyle \zeta (s)^{2}=\sum _{n=1}^{\infty }{\frac {\tau (n)}{n^{s}}},}
gdzie {\displaystyle \tau } oznacza liczbę dodatnich dzielników, a także ogólniej
{\displaystyle \zeta (s)^{k}=\sum _{n=1}^{\infty }{\frac {{\tau }_{k}(n)}{n^{s}}},}
dla {\displaystyle k=2,3,\dots ,} gdzie {\displaystyle \tau _{k}(n)} oznacza liczbę sposobów na przedstawienie liczby całkowitej dodatniej {\displaystyle n} jako iloczyn {\displaystyle k} czynników całkowitych dodatnich.
{\displaystyle {\frac {\zeta (s)^{2}}{\zeta (2s)}}=\sum _{n=1}^{\infty }{\frac {2^{\omega (n)}}{n^{s}}},}
gdzie {\displaystyle \omega } to funkcja pierwsza omega, czyli liczba dzielników pierwszych. Ponadto
{\displaystyle {\frac {\zeta (s)^{3}}{\zeta (2s)}}=\sum _{n=1}^{\infty }{\frac {\tau (n)^{2}}{n^{s}}},}
{\displaystyle {\frac {\zeta (s)^{4}}{\zeta (2s)}}=\sum _{n=1}^{\infty }{\frac {\{\tau (n)\}^{2}}{n^{s}}},}
przy czym wszystkie powyższe wzory są prawdziwe na obszarze zbieżności szeregów, czyli {\displaystyle \Re (s)>1}. Dodatkowo
{\displaystyle {\frac {\zeta (s-1)}{\zeta (s)}}=\sum _{n=1}^{\infty }{\frac {\varphi (n)}{n^{s}}},}
gdzie {\displaystyle \varphi } oznacza tocjent Eulera i
{\displaystyle {\frac {1-2^{1-s}}{1-2^{-s}}}\zeta (s-1)=\sum _{n=1}^{\infty }{\frac {a(n)}{n^{s}}},}
gdzie {\displaystyle a(n)} jest największym dzielnikiem nieparzystym liczby {\displaystyle n.} Te dwa wzory są prawdziwe dla {\displaystyle \Re (s)>2}.
Biorąc logarytm zespolony iloczynu Eulera, mamy
{\displaystyle \log \zeta (s)=\log \prod _{p}\left(1-{\frac {1}{p^{s}}}\right)^{-1}=-\sum _{p}\log \left(1-{\frac {1}{p^{s}}}\right)=-\sum _{p}\sum _{k=1}^{\infty }{\frac {1}{kp^{ks}}},}
przy czym ostatnia równość zachodzi, ponieważ {\textstyle \sum _{k=1}^{\infty }(kx^{k})^{-1}} jest szeregiem potęgowym funkcji {\displaystyle \log(1-x^{-1}).} Różniczkując wyraz po wyrazie, otrzymujemy
{\displaystyle {\frac {\zeta '(s)}{\zeta (s)}}=\sum _{p}\sum _{k=1}^{\infty }{\frac {\log p}{p^{ks}}}=\sum _{n=1}^{\infty }{\frac {\Lambda (n)}{n^{s}}},}
gdzie {\displaystyle \Lambda } oznacza funkcję von Mangoldta.
Związek z liczbami Bernoulliego:
{\displaystyle \zeta (2n)=(-1)^{n+1}{\frac {B_{2n}(2\pi )^{2n}}{2(2n)!}},}
dla każdej liczby parzystej dodatniej {\displaystyle 2n,} gdzie {\displaystyle B_{k}} to {\displaystyle k}-ta liczba Bernoulliego. Ponadto dla liczb całkowitych ujemnych {\displaystyle -n{:}}
{\displaystyle \zeta (-n)=-{\frac {B_{n+1}}{n+1}}.}
Zatem funkcja ζ przyjmuje wartość 0 dla każdej ujemnej liczby parzystej.
Logarytm funkcji zeta można wyrazić jako:
{\displaystyle \log \zeta (z)=z\int _{2}^{\infty }{\frac {\pi (x)}{x(x^{z}-1)}}dx,}
gdzie {\displaystyle \pi (x)} to funkcja licząca liczby pierwsze.

## Znaczenie w teorii liczb
Funkcja {\displaystyle \zeta } jest podstawowym obiektem badań analitycznej teorii liczb. Jest to funkcja meromorficzna, która swoim zachowaniem opisuje zjawiska dyskretne, takie jak rozmieszczenie liczb pierwszych. Mówiąc dokładniej, nietrywialne miejsca zerowe funkcji zeta występują we wzorach opisujących chociażby funkcję liczącą liczby pierwsze czy funkcję Czebyszewa.
Znając wzór
{\displaystyle {\frac {\zeta '(s)}{\zeta (s)}}=\sum _{n=1}^{\infty }{\frac {\Lambda (n)}{n^{s}}}}
i oznaczając drugą funkcję Czebyszewa jako {\textstyle \psi (x)=\sum _{n\leqslant x}\Lambda (n)} oraz {\textstyle \psi _{0}(x)=\psi (x)-{\frac {1}{2}}\Lambda (x)} dla {\displaystyle x} całkowitych i {\textstyle \psi _{0}(x)=\psi (x)} dla wszystkich pozostałych, możemy skorzystać ze wzoru Perrona by uzyskać
{\displaystyle \psi _{0}(x)={\frac {1}{2\pi i}}\lim _{T\to \infty }\int _{1-iT}^{1+iT}{\frac {\zeta '(s)}{\zeta (s)}}{\frac {x^{s}}{s}}ds.}
Stąd otrzymujemy wzór explicite
{\displaystyle \psi _{0}(x)=x-\log(2\pi )-\sum _{\rho }{\frac {x^{\rho }}{\rho }}-\sum _{\rho _{t}}{\frac {x^{\rho _{t}}}{\rho _{t}}},}
gdzie {\textstyle \sum _{\rho }} i {\textstyle \sum _{\rho _{t}}} oznaczają odpowiednio sumy po wszystkich nietrywialnych i trywialnych miejscach zerowych funkcji {\displaystyle \zeta .} Widzimy, że
{\displaystyle \sum _{\rho _{t}}{\frac {x^{\rho _{t}}}{\rho _{t}}}=\sum _{k=1}^{\infty }{\frac {1}{2kx^{2k}}}=\log \left(1-{\frac {1}{x^{2}}}\right).}
Zatem
{\displaystyle \psi _{0}(x)=x-\log(2\pi )-\log \left(1-{\frac {1}{x^{2}}}\right)-\sum _{\rho }{\frac {x^{\rho }}{\rho }}.}
Niech {\displaystyle \pi } będzie funkcją liczącą liczby pierwsze. Równoważnie, jeśli oznaczymy przez {\textstyle \pi _{0}(x)=\pi (x)-{\frac {1}{2}}} dla {\displaystyle x} pierwszych oraz {\textstyle \pi _{0}(x)=\pi (x)} dla pozostałych {\displaystyle x,} sumując po częściach, otrzymamy
{\displaystyle \pi _{0}(x)=\sum _{n=1}^{\infty }{\frac {\mu (n)}{n}}{\text{li}}(x^{\frac {1}{n}})-\sum _{\rho }\sum _{n=1}^{\infty }{\frac {\mu (n)}{n}}{\text{li}}(x^{\frac {\rho }{n}}),}
gdzie {\displaystyle {\text{li}}} oznacza logarytm całkowy.
Z powyższych możemy wnioskować, że udowodnienie, że {\displaystyle \zeta } nie ma żadnych zer na prostej {\displaystyle \Re (s)=1} jest równoważne z twierdzeniem o liczbach pierwszych, a hipoteza Riemanna jest równoważna z błędem w szacowaniu rzędu {\textstyle \pi (x)={\text{Li}}(x)+O\left(x^{{\frac {1}{2}}+\epsilon }\right).}

## Miejsca zerowe

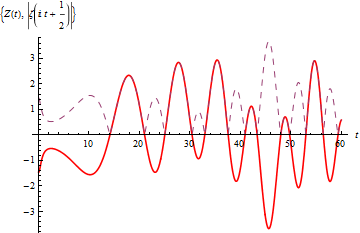
Moduły funkcji Z Riemanna-Siegela (linia przerywana) oraz funkcji zeta Riemanna (linia ciągła) na prostej krytycznej

Równanie funkcyjne mówi, że funkcja Riemanna przyjmuje wartość równą 0 dla wszystkich ujemnych liczb parzystych, czyli {\displaystyle -2,-4,-6,\dots } Są to tzw. zera trywialne. Są trywialne w takim sensie, że łatwo jest udowodnić ich występowanie, ponieważ są one miejscami, w których sinus przyjmuje wartość 0. O wiele większe znaczenie mają zera nietrywialne, czyli wszystkie miejsca zerowe niebędące zerami trywialnymi.
Wiadomo, że wszystkie nietrywialne miejsca zerowe muszą leżeć na pasie krytycznym, zdefiniowanym jako {\displaystyle \{s\in \mathbb {C} \;\colon \;0<\Re (s)<1\}.} Hipoteza Riemanna mówi, że wszystkie nietrywialne miejsca zerowe leżą na prostej krytycznej {\textstyle \Re (s)={\frac {1}{2}}.}
Niech {\displaystyle N(T)} oznacza liczbę miejsc zerowych funkcji Riemanna postaci {\textstyle s={\frac {1}{2}}+it} przy {\displaystyle 0<t<T.} W 1921 Hardy i Littlewood udowodnili, że nieskończenie wiele nietrywialnych zer leży na prostej krytycznej, a dokładniej mówiąc wykazali, że dla każdego {\displaystyle \epsilon >0} istnieje stała {\displaystyle T_{0}} taka, że
{\displaystyle N(T)>T^{{\frac {3}{4}}-\epsilon }}
dla wszystkich {\displaystyle T>T_{0}.}
Współcześnie wiadomo, że
{\displaystyle N(T)={\frac {T}{2\pi }}\log {\frac {T}{2\pi }}-{\frac {T}{2\pi }}+O(\log T)}
dla {\displaystyle T\geqslant 4.} Ponadto, jeśli hipoteza Riemanna jest prawdziwa, to
{\displaystyle N(T)={\frac {T}{2\pi }}\log {\frac {T}{2\pi }}-{\frac {T}{2\pi }}+O\left({\frac {\log T}{\log \log T}}\right)}
W 1989 Conrey udowodnił, że przynajmniej {\textstyle {\frac {2}{5}}} z nich musi leżeć na tej prostej.

## Niektóre wartości
{\displaystyle \zeta (-1)=-{\frac {1}{12}}\approx -0{,}0833333}
{\displaystyle \zeta (2)=1+{\frac {1}{2^{2}}}+{\frac {1}{3^{2}}}+\ldots ={\frac {\pi ^{2}}{6}}\approx 1{,}6449341}
{\displaystyle \zeta (4)=1+{\frac {1}{2^{4}}}+{\frac {1}{3^{4}}}+\ldots ={\frac {\pi ^{4}}{90}}\approx 1{,}0823232}
{\displaystyle \zeta (6)=1+{\frac {1}{2^{6}}}+{\frac {1}{3^{6}}}+\ldots ={\frac {\pi ^{6}}{945}}\approx 1{,}0173431}
{\displaystyle \zeta (8)=1+{\frac {1}{2^{8}}}+{\frac {1}{3^{8}}}+\ldots ={\frac {\pi ^{8}}{9450}}\approx 1{,}0040774}
{\displaystyle \zeta (10)=1+{\frac {1}{2^{10}}}+{\frac {1}{3^{10}}}+\ldots ={\frac {\pi ^{10}}{93555}}\approx 1{,}0009946}
Ogólnie, dla {\displaystyle p\in \mathbb {N} ,} mamy:
{\displaystyle \zeta (2p)={\frac {(-1)^{p+1}\cdot B_{2p}\cdot (2\pi )^{2p}}{2\cdot (2p)!}},}
gdzie {\displaystyle B_{2p}} to liczba Bernoulliego z indeksem {\displaystyle 2p.}